# Динамо (хоккейный клуб, Харьков)
Хоккейный клуб Динамо (укр. Динамо) — украинский хоккейный клуб из Харькова, основан в 1979 году.

## История
Основан в июле 1979 году на базе молодёжного состава московского «Динамо», который перед этим победил в чемпионате страны среди юниоров. В Харьков приехало пятнадцать игроков во главе со старшим тренером Валентином Егоровым. К ним добавились также молодые хоккеисты из Воскресенска, Киева, Минска, Уфы, Пензы, Новокузнецка.
Начинать В. Егорову и его помощникам пришлось с нуля. Первый сезон в западной зоне второй лиги «Динамо» провело достаточно уверенно. Новичок занял место в середине турнирной таблицы и делегировал после окончания чемпионата ряд ведущих игроков в клубы более высокого ранга. Последнее не ухудшило позиции харьковчан.
Второй сезон «Динамо» провело ещё успешнее. Команда заняла в зоне третье место и получила право участвовать в переходном турнире с коллективами первой лиги. Однако сразу клубу не удалось преодолеть этот барьер. Хотя его запомнили: его хоккеисты смогли выиграть хотя бы по разу у всех участвовавших в турнире клубов первой лиги. По окончании сезона ряд игроков «Динамо» оказался в именитых клубах.
Костяк коллектива сохранился и в третьем чемпионате повзрослевшее «Динамо» перешло в первую лигу. В зональном турнире харьковчане оказались на втором месте. Но в соревнованиях лучших клубов второй лиги были первыми и получили право на повышение рейтинга.
В первой лиге «Динамо» задержалось на шесть лет. Играя в первом эшелоне, харьковская команда уверено набирала силу. Первый сезон в компании гораздо более опытных соперников коллектив закончил на седьмом месте, во втором стал четвёртым, а затем уже неизменно входил в число участников переходных турниров с клубами высшей лиги. Дважды «Динамо» максимально приближалось к цели.
На Чемпионате страны 1987—1988 гг. харьковчане заметно улучшили позиции. Вновь возглавивший команду В. Егоров настроил игроков на максимальный результат. «Динамо» выиграло предварительные соревнования, в переходном турнире выступило без сбоев, чем в итоге досрочно обеспечило себе место среди грандов отечественного хоккея.
В дебютном сезоне в высшей лиге СССР — 1988/89 — харьковчане заняли предпоследнее, 13-е место в первом этапе, а затем стали 4-ми из 10 участников переходного турнира, сохранив место в высшей лиге. По итогам следующего сезона команда покинула класс сильнейших (последнее место в первом этапе и 8-е в переходном турнире). В 1990—1992 гг. команда вновь выступала в первой лиге (и оба раза вновь участвовала в переходных турнирах), после чего прекратила существование.
«Динамо» было воссоздано на базе любительского хоккейного клуба «Харьковские Акулы» (основанного в 2008 году), который 25 июля 2011 года был принят в состав учредителей ПХЛ. В 2012 году было восстановлено историческое название клуба — «Динамо».
Команда провела один сезон в чемпионате ПХЛ, заняв по его итогам 4-е место. Почётным президентом клуба является Михаил Маркович Добкин, вице-президенты: Геннадий Адольфович Кернес и Сергей Леонидович Ковалёв.
В сентябре 2013 года Михаил Добкин сообщил, что клуб не примет участие в чемпионате Украины и сохранит лишь детскую секцию

## Современность
В 2017 году команда была воссоздана под названием молодёжный хоккейный клуб (МХК) «Динамо». В первом же сезоне УХЛ 2017/18 она заняла 4-е место в регулярном чемпионате и завоевала «бронзу» в плей-офф лиги.
В апреле 2018 года младшие хоккеисты клуба Владислав Гурко, Даниил Бабчук, Алексей Сиротенко, Дмитрий Халин выступили за Юниорскую сборную Украины по хоккею с шайбой (Первый дивизион группы B). На счёте Сиротенко 1 шайба и 2 результативные передачи. У Бабчука — 1 шайба и 1 передача, у Халина — 2 передачи. Вратарь Владислав Гурко попал в ТОП-5 всех вратарей группы (4-я позиция с 93,02 % отбитых шайб).

## Результаты по сезонам (с 2012 г.)
Источники:.
Сокращения: И = Игры, В = Выигрыши, ВО = Выигрыши вне основного времени игры, ПО = Поражения вне основного времени игры, П = Поражения, ГЗ = Голов забито, ГП = Голов пропущено, О = Очки, Место = Место в регулярном чемпионате
| Сезон     | Клуб         | Лига                       | И  | В  | ВО | ПО | П  | ЗШ  | ПШ  | О  | Место              | Плей-офф               |
| 2012-2013 | ХК «Динамо»  | ПХЛ (регулярный чемпионат) | 36 | 16 | 4  | 4  | 12 | 98  | 88  | 60 | 3-е с 7            | выход в группу «Б»     |
| 2012-2013 | ХК «Динамо»  | ПХЛ (плей-офф)             | 4  | 2  | 0  | 0  | 2  | 11  | 11  | 6  | 2-е с 3 (в группе) |                        |
| 2017-2018 | МХК «Динамо» | УХЛ                        | 40 | 16 | 0  | 0  | 22 | 155 | 168 | 51 | 4-е с 6            | Поражение в полуфинале |

## Текущий состав команды
Основные сокращения:

А — ассистент, К — капитан, Л — левая, П — правая, ЛК — левый крайний, ПК — правый крайний, Ц — центровой,  — травмированный.
По состоянию на 28 марта 2018
| Вратари | Вратари | Вратари          | Вратари | Вратари         | Вратари                 |
| #       | Страна  | Игрок            | Хват    | Дата рождения   | Место рождения          |
| ------- | ------- | ---------------- | ------- | --------------- | ----------------------- |
| 1       | Украина | Владислав Гурко  | Л       | 23 июня 2000    | г. Херсон, Украина      |
| 30      | Украина | Андрей Полывяный | Л       | 12 декабря 2000 | с. Малая Вовча, Украина |
| 40      | Украина | Максим Гаврилов  | Л       | 1 октября 2001  | г. Харьков, Украина     |

| Защитники | Защитники | Защитники          | Защитники | Защитники        | Защитники           |
| #         | Страна    | Игрок              | Бросок    | Дата рождения    | Место рождения      |
| --------- | --------- | ------------------ | --------- | ---------------- | ------------------- |
| 2         | Украина   | Роман Гребёнкин    | П         | 6 августа 1998   | г. Харьков, Украина |
| 6         | Украина   | Даниил Бабчук      | П         | 2 апреля 2000    | г. Харьков, Украина |
| 10        | Украина   | Богдан Швоев       | Л         | 18 августа 2000  | г. Харьков, Украина |
| 15        | Украина   | Руслан Лисин       | Л         | 15 декабря 1997  | г. Харьков, Украина |
| 24        | Украина   | Алексей Ступницкий | Л         | 24 июня 1999     | г. Харьков, Украина |
| 52        | Украина   | Дмитрий Григорьев  | Л         | 8 сентября 2000  | г. Харьков, Украина |
| 54        | Украина   | Богдан Поддубный   | Л         | 22 сентября 1995 | г. Харьков, Украина |
| 77        | Украина   | Никита Хохлов      | П         | 14 февраля 1999  | г. Харьков, Украина |

| Нападающие | Нападающие | Нападающие          | Нападающие | Нападающие       | Нападающие            | Нападающие |
| #          | Страна     | Игрок               | Бросок     | Дата рождения    | Место рождения        |            |
| ---------- | ---------- | ------------------- | ---------- | ---------------- | --------------------- | ---------- |
| 4          | Украина    | Игорь Худяков       | П          | 26 марта 1997    | г. Харьков, Украина   |            |
| 7          | Украина    | Руслан Максименко   | П          | 14 мая 1994      | г. Харьков, Украина   |            |
| 10         | Украина    | Владислав Ефремов   | Л          | 25 декабря 1996  | г. Харьков, Украина   |            |
| 17         | Украина    | Владимир Чердак     | П          | 10 июня 1994     | г. Харьков, Украина   |            |
| 19         | Украина    | Вадим Куликов       | Л          | 4 января 2000    | г. Харьков, Украина   |            |
| 23         | Украина    | Александр Праведный | Л          | 22 февраля 1999  | г. Киев, Украина      |            |
| 25         | Украина    | Алексей Сиротенко   | Л          | 23 августа 2000  | г. Харьков, Украина   |            |
| 35         | Украина    | Дмитрий Колядинский | Л          | 29 ноября 1998   | пгт. Чапаево, Украина |            |
| 37         | Украина    | Иван Шматько        | Л          | 26 июля 1999     | г. Харьков, Украина   |            |
| 52         | Украина    | Максим Мартышко     | Л          | 6 июля 1994      | г. Харьков, Украина   |            |
| 74         | Украина    | Даниил Семененко    | Л          | 21 сентября 1998 | г. Харьков, Украина   |            |
| 88         | Украина    | Дмитрий Халин       | П          | 16 июня 2000     | г. Харьков, Украина   |            |
| 98         | Украина    | Никита Олейник      | Л          | 21 июля 1998     | г. Харьков, Украина   |            |
|            | Украина    | Дмитрий Гайдамака   | Л          | 7 мая 1998       | г. Харьков, Украина   |            |
|            | Украина    | Валерий Скребела    | Л          | 26 ноября 1996   | г. Харьков, Украина   |            |

## Награды и достижения
- (2018) — результат плей-офф УХЛ[4].